# Isidro Marfori
Isidro Marfori (1890-1949) fue un escritor filipino de lengua española, que nació en Calambá, Laguna y murió en España.

## Carrera
Fue ganador de varios premios literarios por sus poesías, muy influidas por los ismos que invadían España durante su estancia allá.
Sus tempranas poesías combinan trazos del romanticismo influidas por el colombiano José María Vargas Vila y el español Bécquer, particularmente en el empleo del extremadamente individualista y romántico "yo".

## Obras
- Cadencias.
- Aromas de ensueño.
- Bajo el yugo del dólar.
- Sonetos y Versos.